# Anisodes sylvia
Anisodes sylvia är en fjärilsart som beskrevs av Druce 1899. Anisodes sylvia ingår i släktet Anisodes och familjen mätare. Inga underarter finns listade i Catalogue of Life.